# Драгоценность Альфреда
Драгоценность Альфреда (англ. Alfred Jewel) — одно из самых известных произведений англосаксонского ювелирного искусства, золотое, украшенное эмалью изделие не вполне понятного назначения, датированное концом IX века. Изделие связывается с именем короля Альфреда Великого, о чём свидетельствует надпись на древнеанглийском языке: «AELFRED MEC HEHT GEWYRCAN» (то есть «Альфред приказал меня сделать»).

## Описание
Драгоценность состоит из каплевидной эмалевой вставки с изображением человека — вероятно, Иисуса Христа — и золотой оправы. Сложнейшая для своего времени эмалевая пластина покрыта прозрачным кварцем и помещена на золотую подложку. Золотая оправа имеет вид морды фантастического животного, что в целом типично для т. н. варварского искусства; здесь прослеживается влияние викингов. На обратной стороне золотой подложки выгравирован растительный орнамент, сочетающий в себе англосаксонский и каролингский стили. Изображение Христа при этом типично англосаксонское, характерное для иллюстрированных манускриптов того периода. Предметы, которые держит в руках Христос, похожи на растения с длинными стеблями, что может быть аллегорическим изображением зрения как одного из пяти основных чувств (как это выполнено на броши Фуллера, относящейся к тому же периоду).
Надпись идет по золотому ободку оправы, декорирована чернением. Текст на древнеанглийском выполнен буквами канонического капитального письма, имеет лигатуры (например, M и E в слове MEC), отсутствуют интервалы между словами.

## Назначение

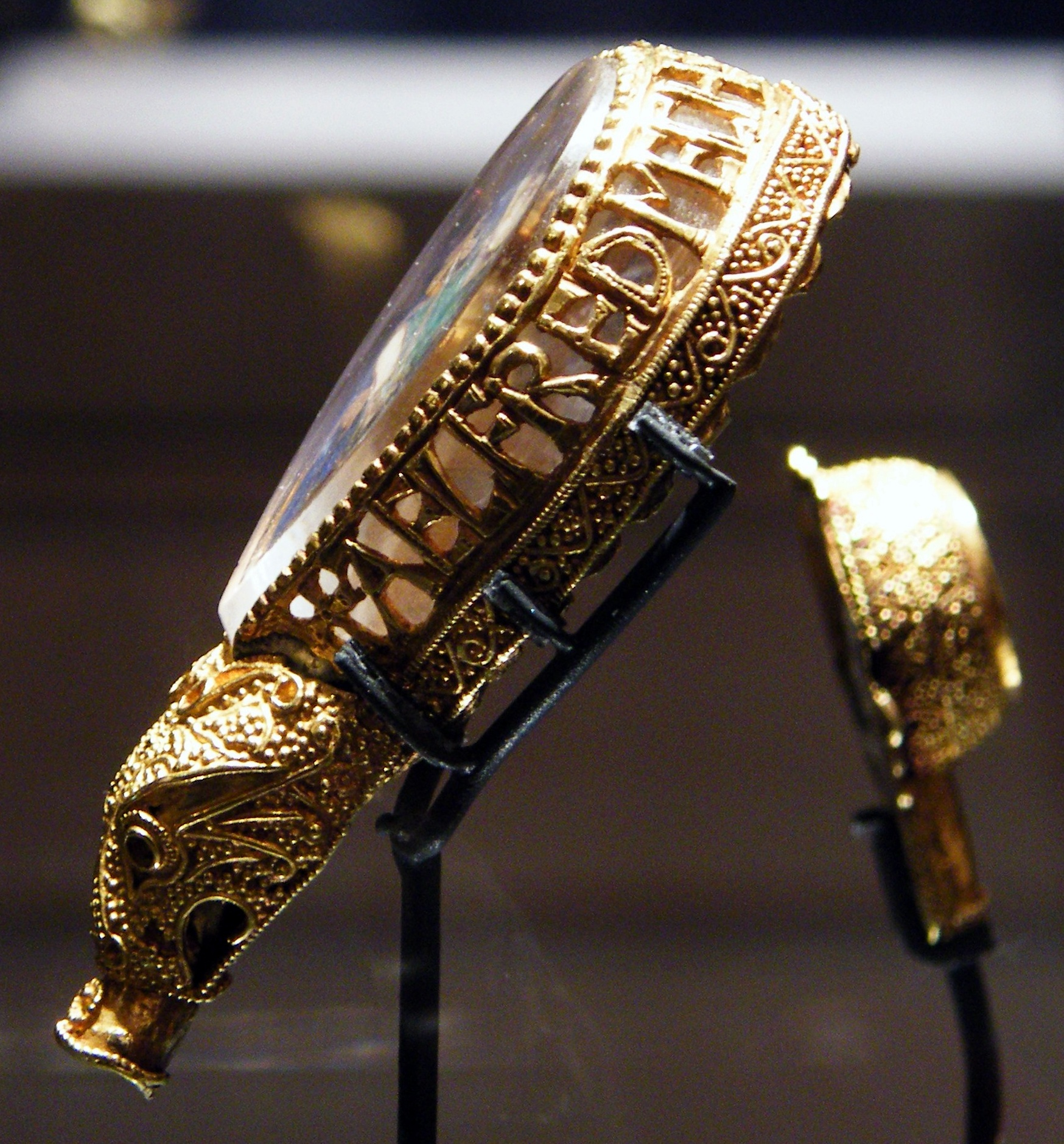
Драгоценность Альфреда, вид сбоку

Назначение драгоценности доподлинно неизвестно. Изделие имеет снизу узкий раструб, в который, по всей видимости, вставлялась узкая рукоятка. По наиболее вероятной версии, изделие представляет собой т. н. «эстел» (æstel) — приспособление в виде указки, использовавшееся в Средневековье при чтении книг.
В предисловии к переводу Обязанностей пастыря Григория Великого король Альфред писал:
После того как я её прочёл, я перевёл её на английский язык — так, как я её понял и насколько ясно сумел её пересказать. Теперь я желаю послать копию книги на каждую епископскую кафедру в моём королевстве, в каждой есть «эстел» в пятьдесят манкусов. И я повелеваю во имя Бога, чтобы никто эту «эстел» из книги не вынимал и не выносил книгу из собора — неизвестно, сколь долго будут здесь такие учёные епископы, какие теперь, благодарение Богу, есть.
Эстел мог выполнять роль одновременно закладки и указки, с помощью которой следили за строчками. Позже были обнаружены ещё несколько подобных объектов. Косвенно подтверждает связь драгоценности с книгами и аллегорическое изображение одного из чувств, отвечающего за чтение, — зрения.